# Flavio Anicio Olibrio (ópera)
Flavio Anicio Olibrio es una ópera seria o dramma per musica en tres actos con música de Nicola Porpora y usando el libreto en italiano de Apostolo Zeno, escrito en colaboración con Pietro Pariati y que ya había sido musicado por Francesco Gasparini en 1708. Se basa en un episodio de la vida de Ricimero. Se estrenó en los carnavales de 1711 en Nápoles.
Su aria más conocida es Se non dovesse.